# 3. 리가
3. 리가(3. Liga)는 독일의 3부 축구 리그로, 2008-09 시즌에 처음 도입되었다. 과거 독일의 3부 축구 리그였던 레기오날리가(현재는 4부 축구 리그)를 대체하기 위해 도입했으며 총 20개 팀이 참가한다.

## 방식
- 3 리가에서 1, 2위를 기록한 팀은 자동으로 2 분데스리가(독일의 2부 축구 리그)로 승격되며 3위를 기록한 팀은 2 분데스리가 16위 팀과 홈 앤 어웨이 방식의 플레이오프를 치른다.
- 3 리가에서 18, 19, 20위를 기록한 팀은 자동으로 레기오날리가(독일의 4부 축구 리그)로 강등된다.

## 역대 우승팀
| 시즌    | 우승                        | 준우승                   | 승격 플레이오프  | 순위표 |
| ------- | --------------------------- | ------------------------ | ---------------- | ------ |
| 2008–09 | 1. FC 우니온 베를린         | 포르투나 뒤셀도르프      | SC 파더보른 07   | 순위표 |
| 2009–10 | VfL 오스나브뤼크            | FC 에르츠게비르게 아우에 | FC 잉골슈타트 04 | 순위표 |
| 2010–11 | 아인트라흐트 브라운슈바이크 | FC 한자 로스토크         | 뒤나모 드레스덴  | 순위표 |
| 2011–12 | SV 잔트하우젠               | VfR 알렌                 | 얀 레겐스부르크  | 순위표 |
| 2012–13 | 카를스루에 SC               | 아르미니아 빌레펠트      | VfL 오스나브뤼크 | 순위표 |
| 2013–14 | 1. FC 하이덴하임            | RB 라이프치히            | SV 다름슈타트 98 | 순위표 |
| 2014–15 | 아르미니아 빌레펠트         | MSV 뒤스부르크           | 홀슈타인 킬      | 순위표 |

- 굵은 글씨는 승격팀.